# Kalfmolen
De Kalfmolen is een open standerdmolen in de wijk Het Kalf bij Het Zoute, in de Belgische gemeente Knokke-Heist. De Kalfmolen fungeerde als korenmolen.
De molen is gelegen op de Graaf Jansdijk en is gebouwd vóór 1681, want uit dat jaar stamt de eerste schriftelijke vermelding er van.
In de loop der eeuwen zijn meerdere ingrijpende onderhoudswerkzaamheden uitgevoerd. Op het vangwiel staat bijvoorbeeld het jaartal 1746. De jaartallen 1705, 1733 en 1770 zijn door diverse molenaars in een der balken gekerfd.
In 1925 werd de molen hersteld, maar in 1927 werd ze stilgelegd. In 1928 werd ze aangekocht door Les Amis de la Commission Royale des Monuments et des Sites, die haar voor sloop wilde behoeden. In 1939 werd ze, als eerste molen in België, uitgeroepen tot beschermd monument.
Niettemin raakte de molen geleidelijk in verval. In 1974 werd ze gekocht door de gemeente Knokke. In 1980 werd daarop een restauratie uitgevoerd, maar de molen was daarmee nog niet maalvaardig. Ook in 1990 werd onderhoud uitgevoerd.
In 1995 werd de omgeving van de molen een beschermd dorpsgezicht maar niettemin werd het nabijgelegen weiland volgebouwd met villa's.
In 2007 brak de molenas, waarop het wiekenkruis tijdelijk werd verwijderd. In 2008 werd het herstel aanbesteed, waarna de molen weer door een vrijwillige molenaar bediend zal worden.
- Inventaris van het Bouwkundig Erfgoed (Vlaanderen): 58620